# Batalla de Bornhöved (798)
La Batalla de Bornhöved, también llamada Batalla de Sventanafeld, fue un enfrentamiento en la zona de Bornhöved, cerca de Neumünster, en el año 798, entre los abodritas, dirigidos por Drasco, aliados con los francos, que derrotaron a los sajones nórdicos. El combate, que supuso la victoria de los francos y los abodritas, fue la última batalla importante de las guerras sajonas, imponiendo la sumisión definitiva de los sajones iniciada por Carlomagno unos 30 años antes.   
Las principales fuentes históricas de la batalla son los Annales regni Francorum y los Annales laureshamenses. Es probable que estas crónicas recogiesen el informe presentado a Carlomagno por su legado Eburis.

## Antecedentes

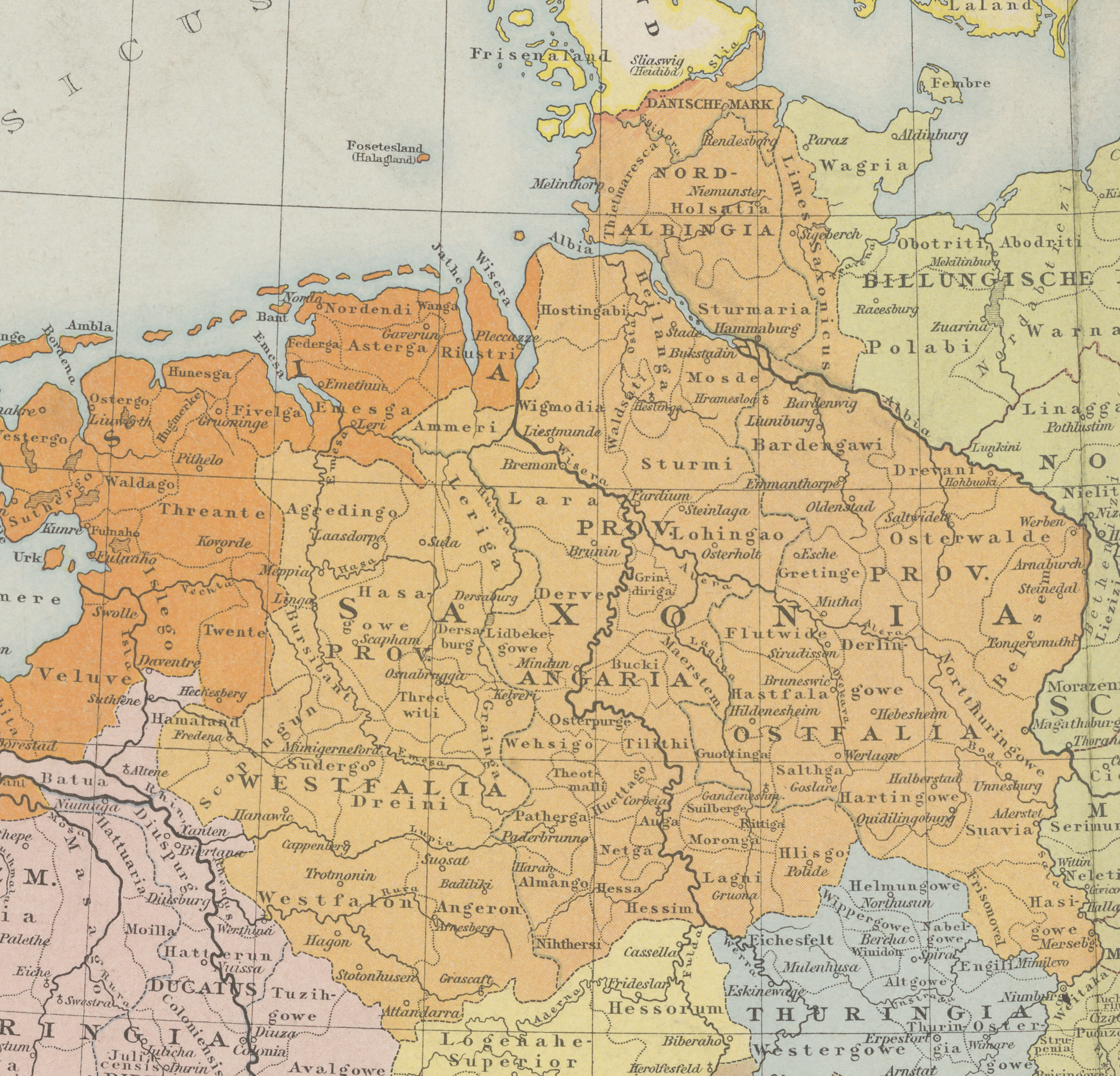
Nordalbingia en el norte de Sajonia alrededor del año 700 DC. C.

A partir de 772, Carlomagno inició la conquista de Sajonia con el objetivo de someter y cristianizar a los sajones. En los siguientes años, el rey franco emprendió una serie de campañas para su sometimiento siempre precario porque cuando Carlomagno se retiraba de la zona para atender otros frentes, los sajones se rebelaban continuamente. 
Un importante punto de inflexión en el conflicto fue en 785 cuando el carismático líder sajón Viduquindo fue derrotado en Bardengau y se rindió aceptando ser bautizado jurando lealtad a Carlomagno. A este acontecimiento le siguió un período de paz de siete años, durante el cual solo hubo esporádicas rebeliones localizadas.   
El norte de Sajonia, sin embargo, no había aceptado la paz y la consiguiente cristianización más o menos forzada. En 792 hubo una insurrección en Westfalia, provocada por el reclutamiento forzoso para la guerra contra los ávaros, a la que se unieron en 793 los sajones de Ostfalia y Nordalbingia . Esta revuelta fracasó y fue aplastada por completo en 794. En 795 los sajones mataron en una emboscada al rey abrodita Vitzlao, aliado de Carlomagno. De nuevo en 796 hubo un levantamiento de los sajones de Angria que fue sofocado por el propio Carlomagno con la ayuda de sus aliados abroditas.   
En 797 Carlomagno, para hacer cumplir los términos de rendición, envió sus Missi dominici a los territorios de Nordalbingia de Stormarn, Dithmarschen y Holstein . Los missi fueron capturados por los sajones, algunos fueron asesinados y por los otros se pidió un rescate. En respuesta a estos actos, Carlomagno levantó un ejército que envió al norte tan pronto como las condiciones del terreno fueron adecuadas para su caballería.

## Batalla
Carlomagno marchó al norte con su ejército y saqueó Sajonia entre los ríos Elba y Weser, en la llamada tierra de Wihmode (o Wigmodi) pero no cruzó el Elba, dejando a los abodritas, dirigidos por su Samtherrscher(princeps) Drasco, atacar a los sajones por el este. Se enfrentaron con ellos en la zona del actual Bornhöved, a unos 15 kilómetros al este de Neumünster.
Los abodritas, probablemente flanqueados por auxiliares francos bajo el mando del legado Eburis que dirigía el ala derecha de la alineación, atacaron a los sajones y los derrotaron, infligiéndoles grandes pérdidas. Según los Annales Regni Francorum hubo cuatro mil muertos entre los sajones. Otras fuentes contemporáneas hablan de unos 2800, o 2901 sajones muertos, cifras nada desdeñables.

## Consecuencias

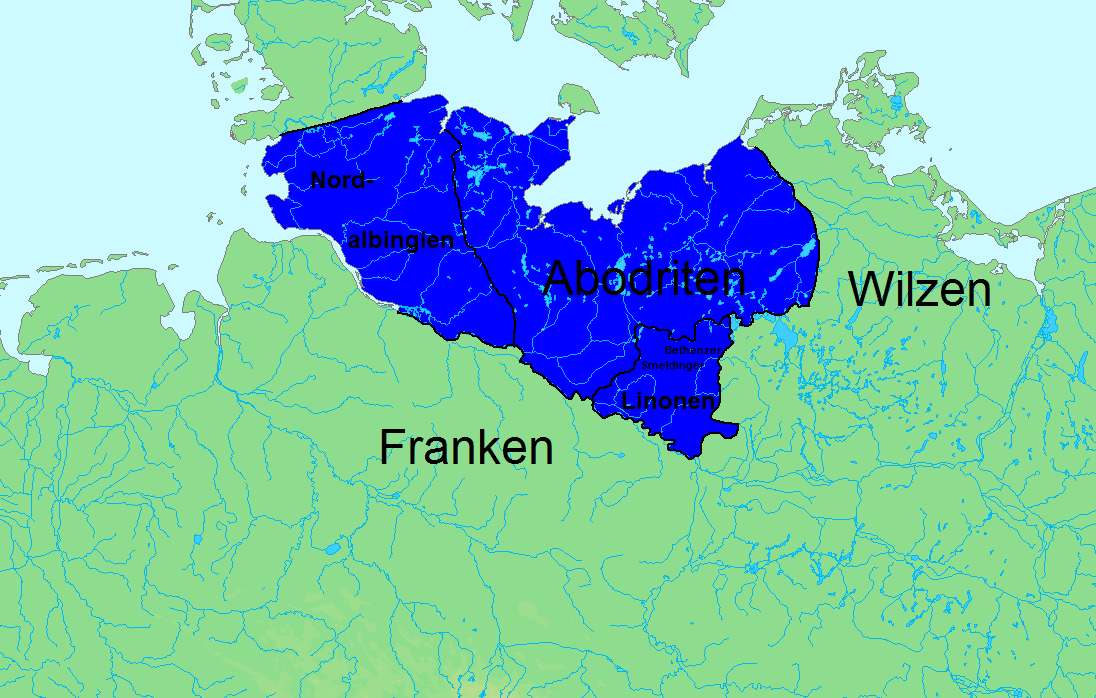
Territorios sajones adquiridos por los abodritas después de la batalla de Sventanafeld

La derrota sufrida en Sventanafeld puso fin a la resistencia de los sajones, aunque las hostilidades no cesaron por completo y en el año 804 hubo una nueva rebelión. 
Los sajones derrotados de Northalbingia fueron deportados a los territorios francos de Neustria y Aquitania y los distritos abandonados de Dithmarschen, Holstein y Stormarn, fueron confiados por Carlomagno a los abodritas, que en ese momento alcanzaron su máxima expansión territorial.